# Bupalus cembraria
Bupalus cembraria là một loài bướm đêm trong họ Geometridae.